# Kleine sprinkhaanzanger
De kleine sprinkhaanzanger (Locustella lanceolata) is een zangvogel uit de familie Locustellidae (sprinkhaanzangers). De wetenschappelijke naam van de soort werd voor het eerst geldig gepubliceerd door Coenraad Jacob Temminck in 1840.

## Kenmerken
Deze 11,5 cm lange gestreepte vogel heeft geelbruine poten.

## Verspreiding en ondersoorten
De kleine sprinkhaanzanger broedt in noordelijk en noordoostelijk Eurazië en overwintert in het zuidoosten van Azië. Er zijn twee ondersoorten:
- L. l. hendersonii: Sachalin, de zuidelijke Koerilen en het noorden van Japan.
- L. l. lanceolata: van noordoostelijk Europa tot Oost-Siberië en noordoostelijk China.

## Status
De grootte van de populatie is in 2015 geschat op 0,6-1,2 miljoen volwassen vogels. Op de Rode lijst van de IUCN heeft deze soort de status niet bedreigd.